# 一ノ関統括センター
一ノ関統括センター（いちのせきとうかつセンター）は、東日本旅客鉄道（JR東日本）盛岡支社の駅・運転士・車掌を所管する組織である。
2023年3月18日に一ノ関営業統括センター、一ノ関運輸区を統合して発足。2025年3月15日に、北上営業統括センターと釜石駅を更に統合する。

## 所管

### 駅
- 一ノ関駅 - 所長所在駅
- 水沢江刺駅
- 北上駅
- 新花巻駅
- 平泉駅◯
- 水沢駅◯
- 花巻駅◯
- ほっとゆだ駅◯
- 遠野駅◯
- 釜石駅

※ 上記は有人駅のみ記載　◯: JR東日本東北総合サービスに業務委託
- 東北本線 : 油島駅 - 石鳥谷駅
- 大船渡線 : 一ノ関駅 - 摺沢駅
- 北上線 : 北上駅 - ゆだ高原駅
- 釜石線 : 全線

### 乗務ユニット
- 一ノ関駅近傍に設置（旧一ノ関運輸区）
- 担当線区（運転士・車掌）
  - 東北本線 : 仙台駅 - 盛岡駅間
  - 大船渡線 : 一ノ関駅 - 気仙沼駅間

## 歴史
- 2022年8月1日 - 北上営業統括センター（北上、水沢江刺、新花巻各駅の統合）が発足。
- 2023年3月18日 - 一ノ関統括センター（一ノ関駅、一ノ関運輸区の統合）が発足。一ノ関運輸区を廃止する。
- 2025年3月15日 - 一ノ関統括センターに、北上営業統括センター、釜石駅を更に統合する。北上営業統括センターを廃止する。

## 気仙沼統括センター
気仙沼統括センター（けせんぬまとうかつセンター）は、東日本旅客鉄道（JR東日本）盛岡支社の駅・BRTを所管する組織である。
2022年3月12日に気仙沼駅、気仙沼BRT営業所を統合して発足。

## 所管

### 駅
- 気仙沼駅 - 所長所在駅
- 陸前高田駅◯
- 盛駅◯

※ 上記は有人駅のみ記載　◯: JR東日本東北総合サービスに業務委託
- 大船渡線 : 千厩駅 - 気仙沼駅
- 気仙沼線BRT : 全線
- 大船渡線BRT : 全線

## 歴史
- 2022年3月12日 - 気仙沼統括センター（気仙沼駅、気仙沼BRT営業所の統合）が発足。
- 2025年1月27日 - 本吉駅を無人化。

| スタブアイコン | サブスタブ | この項目は、まだ閲覧者の調べものの参照としては役立たない、鉄道に関連した書きかけの項目です。この項目を加筆・訂正などしてくださる協力者を求めています（P:鉄道/PJ:鉄道）。 |